# سيريل كاريه
سيريل كاريه (بالفرنسية: Cyrille Carré)‏ هو راكب الكنو فرنسي، ولد في 11 مايو 1984 في أوكسار في فرنسا.

## وصلات خارجية
- سيريل كاريه على موقع الاتحاد الدولي للكانو (الإنجليزية)
- سيريل كاريه على موقع اللجنة الأولمبية الدولية (الإنجليزية)
- سيريل كاريه على موقع أوليمبيديا (الإنجليزية)
- سيريل كاريه على موقع اللجنة الأولمبية الفرنسية (مؤرشف) (الفرنسية)